# Karl Goecke
Karl Barthold Albert Goecke (* 23. August 1844 in Paderborn; † 3. Dezember 1906 in Leipzig) war ein deutscher Reichsgerichtsrat.

## Leben
Nachdem er am Gymnasium Theodorianum 1863 das Abitur abgelegt hatte, studierte Goecke Rechtswissenschaften u. a. in München. 1866 wurde er auf den preußischen Landesherrn vereidigt. 1872 wurde er Kreisrichter und 1879 Amtsrichter. 1881 ernannte man ihn zum Landrichter und 1888 zum Landgerichtsrat. 1891 wurde er Oberlandesgerichtsrat. 1899 wurde er von Hamm zum  Oberlandesgericht in Posen versetzt und zum Senatspräsidenten ernannt. Am 1. Oktober 1900 kam er an das Reichsgericht. Er war im VII. Zivilsenat tätig. Er verstarb 1906 im Amt.